# Notamacropus parryi
Il wallaby di Parry (Notamacropus parryi (Bennett, 1837)) è una specie di wallaby diffusa in Australia orientale. È localmente comune nella zona che va da Cooktown, nel Queensland, alle vicinanze di Grafton, nel Nuovo Galles del Sud.
Il wallaby di Parry si riconosce facilmente per la sua colorazione pallida e per la presenza di una striscia bianca sotto la faccia. È una specie socievole, che talvolta si riunisce in branchi composti anche da 50 esemplari. Ha abitudini sia diurne che notturne ed è attivo in ogni periodo della giornata. Si nutre di erba e di felci.

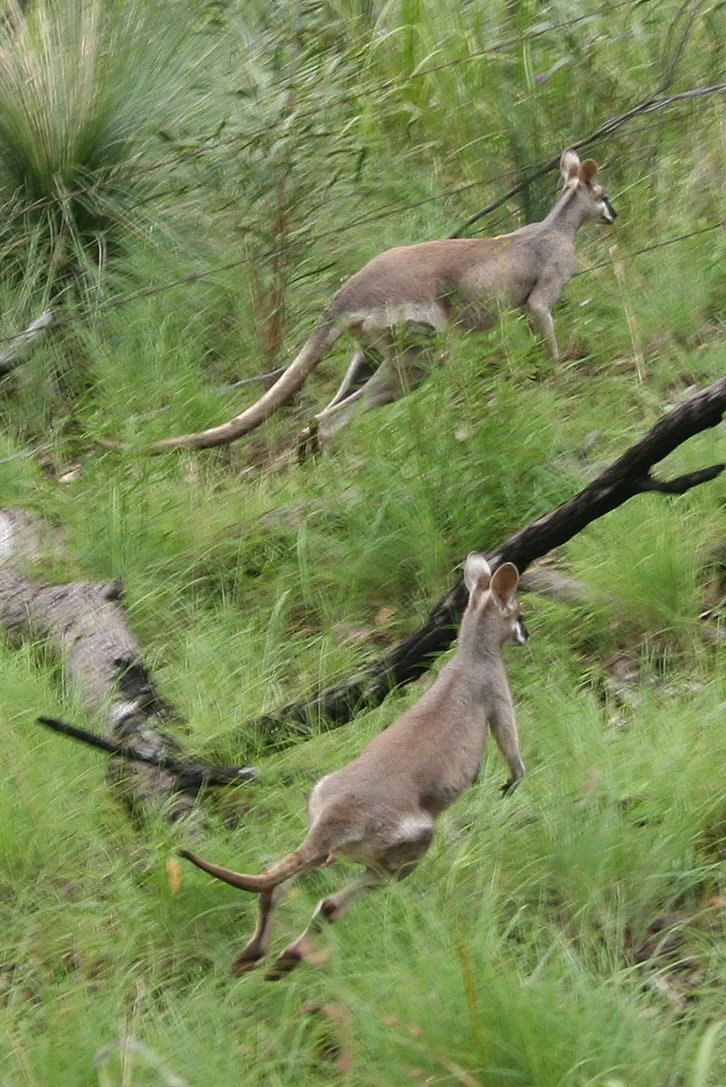